# Johan Sjöstrand
Johan Sjöstrand, švedski rokometaš, * 26. februar 1987, Skövde.
Leta 2010 je na evropskem rokometnem prvenstvu s švedsko reprezentanco osvojil 15. mesto. Leta 2012 je z reprezentanco osvojil naslov olimpijskega podprvaka.